# Associazione Olimpica del Bangladesh
L'Associazione Olimpica del Bangladesh (noto anche come বাংলাদেশ অলিম্পিক সংস্থা) è un'organizzazione sportiva bangladese, nata nel 1979 a Dacca, Bangladesh.
Rappresenta questa nazione presso il Comitato Olimpico Internazionale (CIO) dal 1980 ed ha lo scopo di curare l'organizzazione ed il potenziamento dello sport in Bangladesh e, in particolare, la preparazione degli atleti bangladesi, per consentire loro la partecipazione ai Giochi olimpici. L'associazione è, inoltre, membro del Consiglio Olimpico d'Asia.
L'attuale presidente dell'organizzazione è Ahmad Moeen, mentre la carica di segretario generale è occupata da Ahmed Kutubuddin.